# Plášťovce
Plášťovce (węg. Palást) – wieś (obec) na Słowacji położona w kraju nitrzańskim, w powiecie Levice. Pierwsze wzmianki o miejscowości pochodzą z roku 1156. 
Według danych z dnia 31 grudnia 2012, wieś zamieszkiwało 1629 osób, w tym 870 kobiet i 759 mężczyzn.
W 2001 roku rozkład populacji względem narodowości i przynależności etnicznej wyglądał następująco:
- Słowacy – 28,7%
- Czesi – 0,23%
- Romowie – 0,17%
- Węgrzy – 69,22%

Ze względu na wyznawaną religię struktura mieszkańców kształtowała się w 2001 roku następująco:
- Katolicy rzymscy – 95,45%
- Ewangelicy – 0,52%
- Ateiści – 1,21%
- Nie podano – 2,07%